# سورگونو
سورگونو (به ایتالیایی: Sorgono) یک کومونه در ایتالیا است که در استان نیورو واقع شده‌است. سورگونو ۵۶٫۲ کیلومتر مربع مساحت و ۱٬۹۲۷ نفر جمعیت دارد و ۷۰۰ متر بالاتر از سطح دریا واقع شده‌است.